# Бирюкова, Светлана Васильевна
Светлана Васильевна Бирюкова (род. 8 января 1936, Харьков) — советский и украинский учёный — микробиолог и иммунолог, доктор медицинских наук (1984), профессор (1991), профессор кафедры клинической иммунологии и микробиологии Харьковской медицинской академии последипломного образования.

## Биография
Родилась 8 января 1936 года в Харькове.
В 1959 году окончила Харьковский медицинский институт. С 1960 года — младший научный сотрудник Харьковского научно-исследовательского института микробиологии вакцин и сывороток им. И. И. Мечникова.
В 1983 году защитила диссертацию на тему «Популяционная изменчивость и метаболизм кластридий (на модели C.Perfringens)» и в 1984 году ей была присуждена научная степень доктора медицинских наук.
С 1986 года — профессор кафедры клинической иммунологии и микробиологии Харьковской медицинской академии последипломного образования.
Также С. В. Бирюкова является членом Правления Всеукраинской ассоциации инфекционного контроля и антимикробной резистентности.

## Научная деятельность
Научные интересы С. В. Бирюковой — проблемы этиологии, патогенеза и диагностики анаэробных инфекций.
Занималась изучением проблемы раневых инфекций, выявлении и изучении неизвестных возбудителей газовой гангрены (Cl.rubrum), разработке серии комплексных противогангренозных анатоксинов. В результате изучения проблем гнойно-септических заболеваний были созданы комплексные лечебные антимикробные препараты (мази, аэрозоли), на которые были получены патенты.
Значительный вклад она внесла в изучение этиологии заболеваний, ассоциированных с нерациональной антибиотикотерапией — диарей, гастероэнероколитов, энтероколитов, колитов, обусловленных Cl.difficile.
Благодаря сотрудничеству с профессором М. Ф. Калиниченко впервые были разработаны методы культивирования анаэробов в атмосфере природного газа, оригинальные методы их окрашивания.
При изучении ферментативных свойств различных микроорганизмов был разработан, определяющий фермент лецитиназу, диагностический препарат лецитовителин, с помощью которого выявляются лецитиназопозитивные бактерии (клостридии, стафилококки и др.). В 1974 году он стал производиться предприятием «Биолек», в соответствии с технической документацией, разработанной при участии С. В. Бирюковой.
По её инициативе была создана кафедра клинической иммунологии и микробиологии; ныне — это научно-методический центр для преподавателей микробиологии и иммунологии, на базе которой подготовлены специалисты, работающие в области здравоохранения (в больницах и СЭС) и занимающиеся научной деятельностью.
С. В. Бирюкова состоит членом Ученого Совета ХМАПО и Учёного Совета Института микробиологии и иммунологии им. И. И. Мечникова АМН Украины; членом специализированного Учёного Совета по защите кандидатских и докторских диссертаций по специальности «Микробиология»; входит в состав редколлегии научного журнала «Анналы Мечниковского института». Награждена нагрудным знаком «Отличник здравоохранения».
Является автором более 220 научных работ, 3 монографий, 19 изобретений и патентов СССР и Украины.

## Авторский свидетельства и патенты
- Способ выделения облигатных анаэробных коков. А.с. 1395676А1, 1988, СССР.
- Антибактериальные средства. А.с. 1489778, 1989, СССР.
- Способ лечения язвенно-некротических гингивостоматитов и генерализованного парадонтита средней и тяжелой степени. А.с. 1792670А1, 1992, СССР.
- Способ получения токсинов кластридий . А.с. 986100А1, 1982, СССР.